# OrtoLääkärit Open 2012
L'OrtoLääkärit Open 2012 è stato un torneo di tennis facente parte della categoria ITF Women's Circuit nell'ambito dell'ITF Women's Circuit 2012. Il torneo si è giocato a Helsinki in Finlandia dal 12 al 18 novembre 2012 su campi in sintetico indoor e aveva un montepremi di $25,000.

## Vincitrici

### Singolare
Amra Sadiković ha battuto in finale  Anna Karolína Schmiedlová con il punteggio di 6–4, 6–0

### Doppio
Ljudmyla Kičenok /  Nadežda Kičenok hanno battuto in finale  Iryna Burjačok /  Valerija Solov'ëva con il punteggio di 6–3, 6–3